# UKS Delfinek Chodzież
UKS Delfinek Chodzież – klub pływania w płetwach z siedzibą w Chodzieży. Założony 12 stycznia 2009 roku.

## Sukcesy klubu
Zawodnicy klubu regularnie powoływani są do Kadry Narodowej Polski pływania w płetwach, tym samym regularnie reprezentują Polskę na najważniejszych imprezach na świecie takich jak World Games, Mistrzostwa Świata oraz Mistrzostwa Europy.
Klub siedmiokrotnie zdobywał Puchar Polski w pływaniu w płetwach w klasyfikacji klubowej.
W Pucharze Świata w klasyfikacji klubowej Delfinek Chodzież regularnie znajduje się na czołowych lokatach, w 2017 roku klub zakończył sezon na 2 miejscu w klasyfikacji generalnej, a w 2022 roku klub został pierwszym polskim klubem w historii, który wygrał cykl Pucharu Świata w pływaniu w płetwach.
Najbardziej utytułowaną zawodniczką klubu jest Antonina Dudek, która ustanowiła rekord świata juniorów na dystansie 50 m bi-fins oraz zdobyła brązowy medal Mistrzostw Świata na dystansie 50 m bi-fins.
Zawodnicy klubu posiadają aktualnie 20 rekordów Polski seniorów.
Od 1 stycznia 2023 roku działa w formie Fundacji Delfinek Chodzież.